# 人人手中線：愛滋被單的故事
《人人手中線：愛滋被單的故事》（英語：Common Threads: Stories from the Quilt）是1989年一部關於名字計畫愛滋紀念被單的紀錄片，由HBO製作、達斯汀·霍夫曼擔當旁白、鲍比·麦克菲林創作並演奏配樂。本片聚焦於幾位被紀念者的人生故事，並與他們生前的錄像和與政治家、衛生行業人員以及其他愛滋病患者的訪談做交織，片中每個段落都穿插著統計數據，詳細說明了愛滋病流行初期被診斷出患有愛滋病和死於愛滋病的美國人人數。本片最後以1987年第二次全國男女同性戀平權華盛頓大遊行期間愛滋紀念被單在華盛頓特區國家廣場首次完整展示作結。
《人人手中線：愛滋被單的故事》於2024年因在「文化上、歷史上或美學上具重要意義」而被美國國會圖書館選入國家影片登記表保存。

## 概要
本片主要聚焦在5位愛滋紀念被單計劃中被紀念者的人生，他們分別是：
- 湯姆·瓦德爾（英语：Tom Waddell）博士，一名醫生和十項全能運動員，同時也是同樂運動會的提倡者；他的故事由他的獨生女的母親莎拉·路因斯坦（Sara Lewinstein）講述。
- 小大衛·曼德爾（David Mandell Jr.），一位年僅12歲的血友病患者；他的故事由他的父母大衛·曼德爾（David Mandell）和蘇西·曼德爾（Suzi Mandell）講述。
- 羅伯特·佩瑞曼（Robert Perryman），一名因共用靜脈注射毒品針頭而染上愛滋病的非裔美國人；他的故事由他的遺孀莎莉·佩瑞曼（Sallie Perryman）講述。
- 傑佛瑞·塞夫希克（Jeffrey Sevcik），一名同性戀男子；他的故事由他的愛人—電影評論家與歷史學者維多·羅素（英语：Vito Russo）講述。羅素自己也在被診斷出愛滋病的5年後，即1990年因病逝世。[4]
- 大衛·C·坎貝爾（David C. Campbell），一名華盛頓特區景觀設計師；他的故事由他的愛人—美國海軍司令崔西·托瑞（Tracy Torrey）講述。托瑞在拍攝期間也因愛滋病逝世而成為愛滋紀念被單計劃中的被紀念者之一，而他也成為本片中唯一一位能為自己自述故事的被紀念者。

除了這些個人故事外，本片也回顧了整個名字計畫的歷史，以及展示一條愛滋紀念被單的製作過程。本片也透過使用雷根及其政府成員的存檔錄影來體現雷根政府對愛滋病流行的缺乏反應、醫學界面對日益嚴重的危機所採取的行動、以及同性戀群體中的積極分子對愛滋病問題的組織行動嘗試，比如自稱「愛滋代表人物」的鮑比·坎貝爾、同性戀者反詆毀聯盟（GLAAD）的共同創始人維多·羅素、以及男同志健康危機組織（GMHC）和ACT UP的創始人之一賴瑞·克萊默。

## 榮譽
《人人手中線：愛滋被單的故事》於1990年贏得奥斯卡最佳纪录片奖，這是導演勞勃·艾普斯坦繼《哈维·米尔克的时代》以來贏得的第二座奧斯卡獎。本片還贏得了1990年柏林國際影展Interfilm獎、同志媒體獎最佳電視紀錄片獎、和皮博迪獎。

## DVD發行
《人人手中線：愛滋被單的故事》於2004年6月8日被發行為區域碼1DVD。

## 保存
《人人手中線：愛滋被單的故事》於2019年由學院電影資料館與里程碑影業和Outfest聯合保存。

## 原聲帶
鲍比·麦克菲林的1990年專輯《Medicine Music》中有不少歌曲被用在本片中，其中就包括主題曲〈Common Threads〉。此專輯最高曾為告示牌二百大專輯榜上的146名、以及現代爵士樂專輯榜上第二。

## 外部連結
- 互联网电影数据库（IMDb）上《人人手中線：愛滋被單的故事》的资料（英文）
- TCM电影资料库上《人人手中線：愛滋被單的故事》的资料（英文）
- 美国电影学会目录上的《人人手中線：愛滋被單的故事》（英文）
- Telling Pictures官網上的《人人手中線：愛滋被單的故事》
- 名字計畫基金會官網